# Ганс-Йорг Блауерт
Ганс-Йорг Блауерт (нім. Hans-Jörg Blauert; 21 березня 1918, Пренцлау — 9 лютого 1944, Атлантичний океан) — німецький офіцер-підводник, оберлейтенант-цур-зее крігсмаріне.

## Біографія
В 1937 році вступив на флот. Учасник Норвезької кампанії. З вересня 1940 року — старший офіцер і 2-й офіцер Адмірал-штабу на есмінці Z23. В січні-липні 1942 року пройшов курс підводника. В липні-жовтні 1942 року — 1-й вахтовий офіцер на підводному човні U-553. З 5 грудня 1942 року — командир U-734, на якому здійснив 2 походи (разом 60 днів у морі). 9 лютого 1944 року U-734 був потоплений в Північній Атлантиці південно-західніше Ірландії (49°43′ пн. ш. 16°23′ зх. д.) глибинними бомбами британських шлюпів «Вайлд Гус» і «Старлінг». Всі 49 членів екіпажу загинули.

## Звання
- Морський кадет (28 червня 1938)
- Лейтенант-цур-зее (1 травня 1940)
- Оберлейтенант-цур-зее (1 квітня 1942)

## Нагороди
- Залізний хрест 2-го класу (15 травня 1940)
- Нагрудний знак есмінця  (19 жовтня 1940)
- Нарвікський щит (10 листопада 1940)
- Нагрудний знак підводника (20 вересня 1942)